# Martin Traugott Bartosch
Martin Traugott Bartosch, magyaros írásmóddal Bartosch Márton (Hosszúfalu, ? – Kiskapus, 1809) evangélikus pap.

## Élete
Apja evangélikus lelkész volt. II. József császár idejében Szentpéteren, a brassói kerületben falusi jegyző és barcaújfalusi tanító volt; innét meghívást kapott Kiskapusra, ahol mint az evangélikus magyarok lelkésze élt egészen haláláig.
Kurzer Innbegriff nöthiger und nützlicher Wissenschaften für junge Frauenzimmer vom Stande (Kaschau, 1779) címen megjelent munkája vallási, természettudományi, jogi, történelmi és művészeti ismereteket tartalmaz "fiatal fehérnépek" számára.